# La Jeune Fille et l'Araignée
Pour plus de détails, voir Fiche technique et Distribution.
La Jeune Fille et l'Araignée est un film dramatique suisse réalisé par Ramon Zürcher et son frère Silvan Zürcher, sorti en 2021.

## Synopsis
Lisa et Mara ont vécu en colocation, mais aujourd'hui, Lisa s'en va pour aller habiter seule. Tout l'entourage des deux jeunes femmes est réuni pour les aider avec les meubles et cartons, pendant que se balade dans l'appartement une petite araignée.

## Fiche technique
- Titre original : Das Mädchen und die Spinne
- Réalisation et scénario : Ramon et Silvan Zürcher
- Photographie : Alexander Haßkerl
- Montage : Katharina Bhend
- Décors : Sabina Winkler et Mortimer Chen
- Costumes : Anne-Sophie Raemy
- Musique : Philipp Moll
- Production : Aline Schmid et Adrian Blaser
  - Coproduction : Ramon et Silvan Zürcher
- Société de production : Wayna Pitch
- Société de distribution :
- Pays de production :  Suisse
- Langue originale : suisse allemand
- Format : couleur — 2,35:1
- Genre : drame
- Durée : 98 minutes
- Dates de sortie :
  - Suisse : 13 mai 2021 (en allemand) ; 18 août 2021 (en français)
  - Canada : 15 septembre 2021 (Festival international du film de Toronto)
  - Belgique : 13 octobre 2021 (Festival du film de Gand)
  - France : 14 octobre 2021 (Festival international du film de La Roche-sur-Yon) ; 20 octobre 2021 (en salles)

## Distribution
- Henriette Confurius : Mara
- Lilian Amuat : Lisa
- Ursina Lardi : Astrid
- Flurin Giger : Jan
- André Hennicke : Jurek
- Ivan Georgiev : Markus
- Dagna Litzenberg-Vinet : Kerstin
- Lea Draeger : Nora
- Sabine Timoteo : Karen

## Sortie

### Accueil
En France, le site Allociné recense une moyenne des critiques presse de 3,8/5.